# ラビオリ

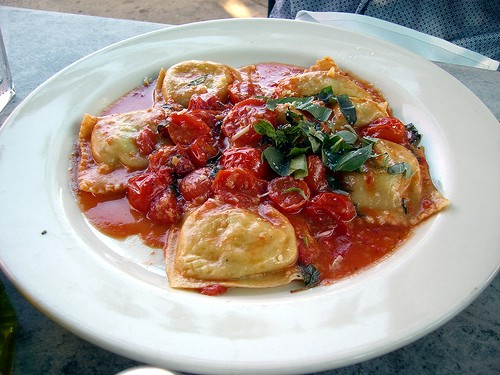
ラビオリ・マリナーラ

ラビオリ（伊: Ravioli [ra.viˈɔ.li, raˈvjɔ.li]）は、小麦粉を練って作った2枚のパスタ生地の間に、挽き肉やみじん切りにした野菜、チーズなどの食材を挟み、四角形に切り分けたパスタのこと。イタリア料理である。

## 概要
名称はカブを意味するRapaに由来する。カブの薄切りにチーズをはさんだ中世の料理に似ていたことからの命名である。
茹でたり、スープにして食べる。トマトソースやクリームソースなどを絡めたり、ソース類も多様である。ベジタリアンは、挽き肉の代わりにホウレンソウやリコッタチーズを詰める。また、ジャガイモもラビオリの具に良く使われる。
サルデーニャ島ではモンゴイカをさいの目切りしオリーブオイルで炒め、白ワインで風味付し、オリーブオイルで炒めたアーティチョーク・タマネギを加え、生クリームを加え茹でたラビオリを加え、すりおろしたカラスミをふりかけた料理が存在する。
詰め物パスタでは他に、円形状の「アノリーニ」、ラビオリより小さい「アニョロッティ」、丸めて小さい帽子のような形にした「カッペレッティ」、円筒状の中に具を詰める「カネロニ」などがある。